# Minister za visoko šolstvo, znanost in tehnologijo Republike Slovenije
Minister za visoko šolstvo, znanost in tehnologijo Republike Slovenije je bil politični vodja Ministrstva za visoko šolstvo, znanost in tehnologijo Republike Slovenije, ki ga ja predlagal predsednik Vlade Republike Slovenije in imenoval Državni zbor Republike Slovenije ter je bil po Zakonu o Vladi Republike Slovenije član Vlade Republike Slovenije.
Funkcija ministra za visoko šolstvo, znanost in tehnologijo je bila 27. januarja 2012 ukinjena z ukinitvijo Ministrstva za visoko šolstvo, znanost in tehnologijo Republike Slovenije, ko je bilo to področje vključeno pod Ministrstvo za izobraževanje, znanost in šport Republike Slovenije.
Zadnji (začasni) minister za visoko šolstvo, znanost in tehnologijo je bil Igor Lukšič.

## Seznam
Seznam oseb, ki so opravljale funkcijo ministra za visoko šolstvo, znanost in tehnologijo.
8. vlada Republike Slovenije
- Jure Zupan (imenovan 3. decembra 2004[4] – odstopil 30. avgusta 2007[5])
- Mojca Kucler Dolinar (imenovana 1. oktobra 2007[6] – razrešena 7. novembra 2008[7])

9. vlada Republike Slovenije
- Gregor Golobič (imenovan 21. novembra 2008[8] – odstopil 23. junija 2011[9])
- Igor Lukšič (začasno pooblaščen 23. junija 2011[3] – razrešen 20. septembra 2011[10])